# Praptič
Práptìč ali arheópteriks (znanstveno ime Archaeopteryx lithographica) je splošno priznan kot najstarejši znan ptič. Sedem primerkov Archaeopteryxa so našli v slojih apnenčaste prsti litografskega skrilavca v bližini Eichstätta in Solnhofna na Bavarskem v južni Nemčiji. 
Praptič izhaja iz dinozavra teropoda in je prvotno predstavljal prehodno obliko (vezni člen) med plazilci in ptiči. Danes velja za eno najzgodnejših vej ptic. Imel je krila in bil je pokrit s perjem. Živel je pred približno 145 milijoni let v srednjem obdobju (jura) srednjega zemeljskega veka (mezozoik). Ni natančno znano ali je lahko v resnici letel ali pa je samo poskakoval okoli in jadral z dreves.
Okamnina je ohranila poleg okostja tudi odtis perja, ki nakazuje pripadnost ptičem. Znaki plazilca v okamnini so čeljusti z zobmi v alveolah, pri okoli pol metra dolgi živali 30 cm dolg rep z 20 do 21 vretenci. Prsnica je še slabo razvita, nartnice in dlančnice še niso zrasle. Na perutnici so trije prosti prsti s kremplji za oprijemanje. Praptič je edini znani predstavnik podrazreda Sauriurae oziroma Archaeornithes. V drug podrazred Odonthognathae prištevamo dve vrsti krednih praptičev.
Sedmo okostje, za katerega so prej mislili, da pripada vrsti praptiča, so leta 2001 uvrstili v red Wellnhoferia. Ostalih šest primerkov v resnici pripada vrsti praptiča, drugi domnevni vrsti A. recurva in A. siemensii pa so izključili. (New Scientist, 17. april 2004, p. 17).
Znani britanski astronom sir Fred Hoyle in Čandra Vikramasinge sta trdila, da so primerki praptiča ponaredki in da je perje v skelet vstavil tedanji direktor Prirodoslovnega muzeja v Londonu sir Richard Owen. Njunih argumentov večina ne priznava.